# Athenaeum (Brits tijdschrift)
Athenaeum was een invloedrijk Engels literair tijdschrift dat in Londen werd uitgegeven van 1828 tot 1921. Naast literatuur werd er ook aandacht geschonken aan de beeldende kunsten, muziek, theater, politiek en wetenschap.
Het blad werd opgericht door schrijver en journalist  James Silk Buckingham, die er geen succes van wist te maken en het na enkele weken overdeed aan Frederick Denison Maurice en de schrijver John Sterling. Ook zij wisten het blad echter niet winstgevend te maken.
In 1829 werd literatuurcriticus Charles Wentworth Dilke mede-eigenaar en redacteur. Hij droeg vele artikelen bij aan het blad en het wist het van een goede reputatie te voorzien. In 1846 vertrok hij echter om redacteur te worden van het dagblad The Daily News. Dichter en criticus Thomas Kibble Hervey nam de redactie over en vervulde de functie tot 1853, toen hij zich om gezondheidsredenen terugtrok. In 1861 werd schilder en criticus Frederic George Stephens kunstcriticus en later redacteur, wat hij 40 jaar zou doen. Vanaf 1921 werd het blad geredigeerd door John Middleton Murry.
Door de jaren heen ontwikkelde het tijdschrift zich tot een toonaangevend en veelgelezen blad. Gerenommeerde bijdragers waren onder anderen 
William Thomson, Max Beerbohm, Edmund Blunden, T. S. Eliot, Robert Graves, Thomas Hardy, Aldous Huxley, Edith Sitwell, Julian Huxley, Katherine Mansfield en  Virginia Woolf. 
Toen de oplage terugliep werd het blad ingelijfd door het jongere concurrerende links-liberale blad The Nation, dat op zijn beurt in 1930 opging in het linkse blad The New Statesman.